# Golimumab
Golimumab (ATC: L04AB) – lek będący ludzkim przeciwciałem monoklonalnym o działaniu immunosupresyjnym, które skierowane jest przeciw prozapalnej cytokinie – TNF-α (czynnik martwicy nowotworu α).
Ze względu na rodzaj działania golimumab jest zaliczany do inhibitorów TNF.
Golimumab został opracowany przez firmę farmaceutyczną Janssen Biotech, Inc.
1 października 2009 roku golimumab (Simponi) został dopuszczony przez EMA do stosowania w krajach Unii Europejskiej

## Działanie
Golimumab z dużym powinowactwem wiąże postać rozpuszczalną i przezbłonową ludzkiego czynnika martwicy nowotworu (TNF-α). W ten sposób przeciwdziała wiązaniu się TNF-α receptorami
.

## Wskazania
Golimumab jest stosowany w leczeniu czynnego, umiarkowanego i ciężkiego reumatoidalnego zapalenia stawów u dorosłych, kiedy działanie innych leków przeciwreumatycznych, w tym metotreksatu jest niewystarczające. 
Inne schorzenia w leczeniu, których jest wykorzystywany golimumab, to:
- aktywna i postępująca postać łuszczycowego zapalenia stawów u dorosłych
- ciężka, czynna postać zesztywniającego zapalenia stawów kręgosłupa (ZZSK) u dorosłych

## Działania niepożądane (uboczne)
Leczenie golimumabem jest niekiedy obarczone występowaniem objawów ubocznych.

### Bardzo częste
- zakażenia górnych dróg oddechowych, na przykład: zapalenie nosogardzieli, zapalenie gardła, zapalenie krtani, zapalenie błony śluzowej nosa

### Częste
- zakażenia bakteryjne, wirusowe
- zapalenie oskrzeli
- zapalenie zatok
- grzybica
- niedokrwistość
- różne reakcje alergiczne
- depresja, bezsenność
- zawroty głowy i bóle głowy
- nadciśnienie tętnicze
- zaparcia
- dyspepsja
- bóle brzucha
- wzrost aktywności enzymów wątrobowych
- łysienie
- zapalenie skóry, świąd, wysypka
- gorączka
- osłabienie, brak sił
- reakcje w miejscu podania
- uczucie ucisku w klatce piersiowej

### Niezbyt częste
- posocznica i wstrząs septyczny
- gruźlica
- zapalenie płuc
- różne zakażenia oportunistyczne
- odmiedniczkowe zapalenie nerek
- ropień
- bakteryjne zapalenie stawów i kaletek
- nowotwory, chłoniak
- leukopenia, małopłytkowość
- zaburzenia czynności tarczycy
- wzrost glukozy, lipidów we krwi
- choroby demielinizacyjne
- zaburzenia równowagi
- zaburzenia smaku, widzenia
- zapalenie spojówek i inne schorzenia oka
- niewydolność serca
- zaburzenia rytmu serca, choroba niedokrwienna serca
- zakrzepica
- objaw Raynauda
- astma
- choroby zapalne przewodu pokarmowego, refluks żołądkowo-przełykowy, zapalenie błony śluzowej jamy ustnej, kamica żółciowa, zaburzenia czynności wątroby
- łuszczyca
- zapalenie pęcherza moczowego
- zaburzenia miesiączkowania
- złamania kości

### Rzadkie
- wznowa wirusowego zapalenia wątroby typu B
- chłoniak, białaczki i niedokrwistość aplastyczna
- pancytopenia
- choroba śródmiąższowa płuc
- zespół toczniopodobny
- zaburzenia czynności nerek

## Preparaty
- Simponi, roztwór do wstrzykiwań, 1 wstrzykiwacz 0,5 ml = 50 mg, Janssen Biologics

## Dawkowanie
Dawkowanie 50 mg 1 raz w miesiącu w postaci iniekcji podskórnej.